# Patrick Mouguiama-Daouda
Patrick Mouguiama-Daouda est un linguiste gabonais.

## Biographie

### Formation
En 1995, après avoir soutenu une thèse de doctorat en Sciences du langage à l’université Lumière Lyon 2, il passe son habilitation à diriger des recherches en 2006, dans la même université.
Toujours en 2006, il s’inscrit sur la liste d’aptitude aux fonctions de maître de conférences. Il devient professeur des universités (Sciences du langage) en France l’année suivante.  

### Carrière académique
Il est réviseur pour les revues Diachronica, International Journal of Historical Linguistics (University of Wisconsin)[réf. souhaitée]. Il est correspondant africain de la Fondation Chirac (projet « langues en danger »). Il a été co-responsable des  projets « Langue, culture et gène bantous : objectifs et enjeux  », de 2002 à 2005 et « Du Chaillu » de 2004 à 2007[réf. nécessaire].

## Engagement politique
En 2015, considéré comme un proche du président Ali Bongo, il publie un livre, Un silure dans la nasse, en réponse au livre de Pierre Péan, Nouvelles affaires africaines,.
En 2018, il est renouvelé dans ses fonctions de conseiller spécial du président de la République gabonaise.